# Escola Superior de Gestão

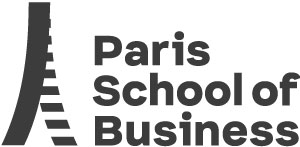
Logótipo da Paris School of Business

A Paris School of Business (antigamente ESG Management School) é uma escola de comércio europeia com campus em Paris e Rennes. Foi Fundada em 1974.

## Descrição
A  PSB possui dois acreditações ; AMBA e CGE. A escola possui cerca de 12.150 ex-alunos, representando mais de 75 nacionalidades. Entre seus ex-alunos estão Franck Louvrier (CEO Publicis Events) e Vianney (Cantor).

## Programas
A PSB possui mestrado em Administração e várias outras áreas, tais como Marketing, Finanças, Luxo e Recursos Humanos. Possui também um MBA Executivo. Finalmente, a PSB também possui programa de doutorado (PhD). 